# Chung kết UEFA Champions League 2001
Trận chung kết UEFA Champions League năm 2001 là trận chung kết thứ chín của UEFA Champions League và là trận chung kết thứ bốn mươi sáu của Cúp C1 châu Âu. Đây là trận đấu giữa Bayern München của Đức và Valencia của Tây Ban Nha trên sân vận động San Siro ở Milano, Ý vào ngày 23 tháng 5 năm 2001. Bayern München lần thứ tư giành Cúp C1 châu Âu bằng thi đá 11m (5–4) sau khi khi hòa 1–1 trong thời gian thi đấu chính thức. Đây là năm thứ 2 liên tiếp, Valencia thua trong trận chung kết Cúp C1.

## Chi tiết trận đấu
| Bayern Munich                                                                    | 1–1 (s.h.p.) | Valencia                                                                   |
| -------------------------------------------------------------------------------- | ------------ | -------------------------------------------------------------------------- |
| Effenberg 50' (ph.đ.)                                                            | Chi tiết     | Mendieta 3' (ph.đ.)                                                        |
| Loạt sút luân lưu                                                                |              |                                                                            |
| Paulo Sérgio · Salihamidžić · Zickler · Andersson · Effenberg · Lizarazu · Linke | 5–4          | Mendieta · Carew · Zahovič · Carboni · Baraja · Kily González · Pellegrino |

| Bayern Munich | Valencia |

| GK               | 1  | Oliver Kahn          |     |      |
| CB               | 4  | Samuel Kuffour       |     |      |
| CB               | 5  | Patrik Andersson     | 38' |      |
| CB               | 25 | Thomas Linke         |     |      |
| RWB              | 2  | Willy Sagnol         |     | 46'  |
| LWB              | 3  | Bixente Lizarazu     |     |      |
| CM               | 23 | Owen Hargreaves      |     |      |
| CM               | 11 | Stefan Effenberg (c) |     |      |
| AM               | 7  | Mehmet Scholl        |     | 108' |
| AM               | 20 | Hasan Salihamidžić   |     |      |
| CF               | 9  | Giovane Élber        |     | 100' |
| Dự bị:           |    |                      |     |      |
| GK               | 22 | Bernd Dreher         |     |      |
| DF               | 18 | Michael Tarnat       |     |      |
| MF               | 10 | Ciriaco Sforza       |     |      |
| FW               | 13 | Paulo Sérgio         |     | 108' |
| FW               | 19 | Carsten Jancker      |     | 46'  |
| FW               | 21 | Alexander Zickler    |     | 100' |
| FW               | 24 | Roque Santa Cruz     |     |      |
| Huấn luyện viên: |    |                      |     |      |
| Ottmar Hitzfeld  |    |                      |     |      |

| GK               | 1  | Santiago Cañizares  | 120' |     |
| RB               | 20 | Jocelyn Angloma     |      |     |
| CB               | 12 | Roberto Ayala       |      | 90' |
| CB               | 2  | Mauricio Pellegrino |      |     |
| LB               | 15 | Amedeo Carboni      | 26'  |     |
| DM               | 19 | Rubén Baraja        |      |     |
| RM               | 6  | Gaizka Mendieta (c) |      |     |
| LM               | 18 | Kily González       | 117' |     |
| AM               | 35 | Pablo Aimar         |      | 46' |
| CF               | 17 | Juan Sánchez        |      | 66' |
| CF               | 7  | John Carew          |      |     |
| Dự bị:           |    |                     |      |     |
| GK               | 25 | Andrés Palop        |      |     |
| DF               | 5  | Miroslav Đukić      |      | 90' |
| DF               | 34 | Fábio Aurélio       |      |     |
| MF               | 4  | Didier Deschamps    |      |     |
| MF               | 8  | Zlatko Zahovič      |      | 66' |
| MF               | 14 | Vicente             |      |     |
| MF               | 23 | David Albelda       |      | 46' |
| Huấn luyện viên: |    |                     |      |     |
| Héctor Cúper     |    |                     |      |     |

| Cầu thủ xuất sắc nhất trận: Oliver Kahn (Bayern Munich) Trợ lý trọng tài: Jaap Pool (Hà Lan) Jan-Willem van Veluwen (Hà Lan) Trọng tài thứ 4: Jan Wegereef (Hà Lan) | Quy tắc trận đấu - Thời gian chính thức 90 phút. - Thêm 30 phút hiệp phụ nếu hòa. - Sút luân lưu nếu vẫn hòa. - Được đăng ký 7 cầu thủ dự bị. - Tối đa 3 quyền thay người. |